# Милос (Грчка)
Милос (грч. Μύλος) је насељено место у општини Кукуш у периферији Средишња Македонија, Грчка. Према попису из 2021. године било је 22 становника.
После Грчког грађанског рата подигнуто је сточарско насеље Куцокостеика, названо по родоначелнику досељених породица. Насеље је преименовано 1962. године у Милос. На попису из 1971. године Милос је имао 65 становника.